# Església fortificada de Moşna
L'església fortificada de Moşna és un conjunt de monuments històrics situat al territori del poble de Moşna, comuna de Moşna, província de Sibiu.
El conjunt està format pels monuments següents:
- Església evangèlica fortificada amb campanar i sala de subministraments (cod LMI SB-II-mA-12471.01)
- Recinte fortificat amb torres, baluards, capella, sales de proveïments, torre porta, zwinger (cod LMI SB-II-mA-12471.02)

## L'església
L'edifici, una de les més belles esglésies del gòtic tardà, va ser construït entre 1480-1486. El famós picapedrer de Sibiu Andreas Lapicida es va encarregar de la construcció. El lloc actual s'aixeca sobre l'estructura dels murs exteriors de l'anterior basílica. Es tracta d'una sala amb 3 naus, voltada amb nervadures a la xarxa. Té unes vistes notables i un tabernacle monumental. Està envoltat per una gran fortificació pagesa i fortificada amb torres, que inclou també una antiga capella gòtica, probablement del segle XV. XIV. Té un massís campanar, situat a uns 2 m a l'oest de l'església, la campana fou fosa l'any 1515. L'altar del políptic, executat per Vicentius (1521), es troba avui a l'Església Evangèlica Luterana de Cincu.
Els anys 1575, 1630, 1658, 1698, 1701, 1718, 1763, 1791, 1824, 1878, 1919, 1998 i 2000 es van dur a terme obres de renovació, transformació i addició
L'orgue de l'església va ser fet per l'artesà vienès Carl Hesse. L'instrument es va tornar a posar en funcionament l'any 2014.

## Fortificació
L'any 1520 es va iniciar la construcció del recinte de fortificació. Els murs feien 9 metres d'alçada i descrivien un camí rectangular. La torre de la porta es troba al sud-est (originalment a l'est).

## Galeria

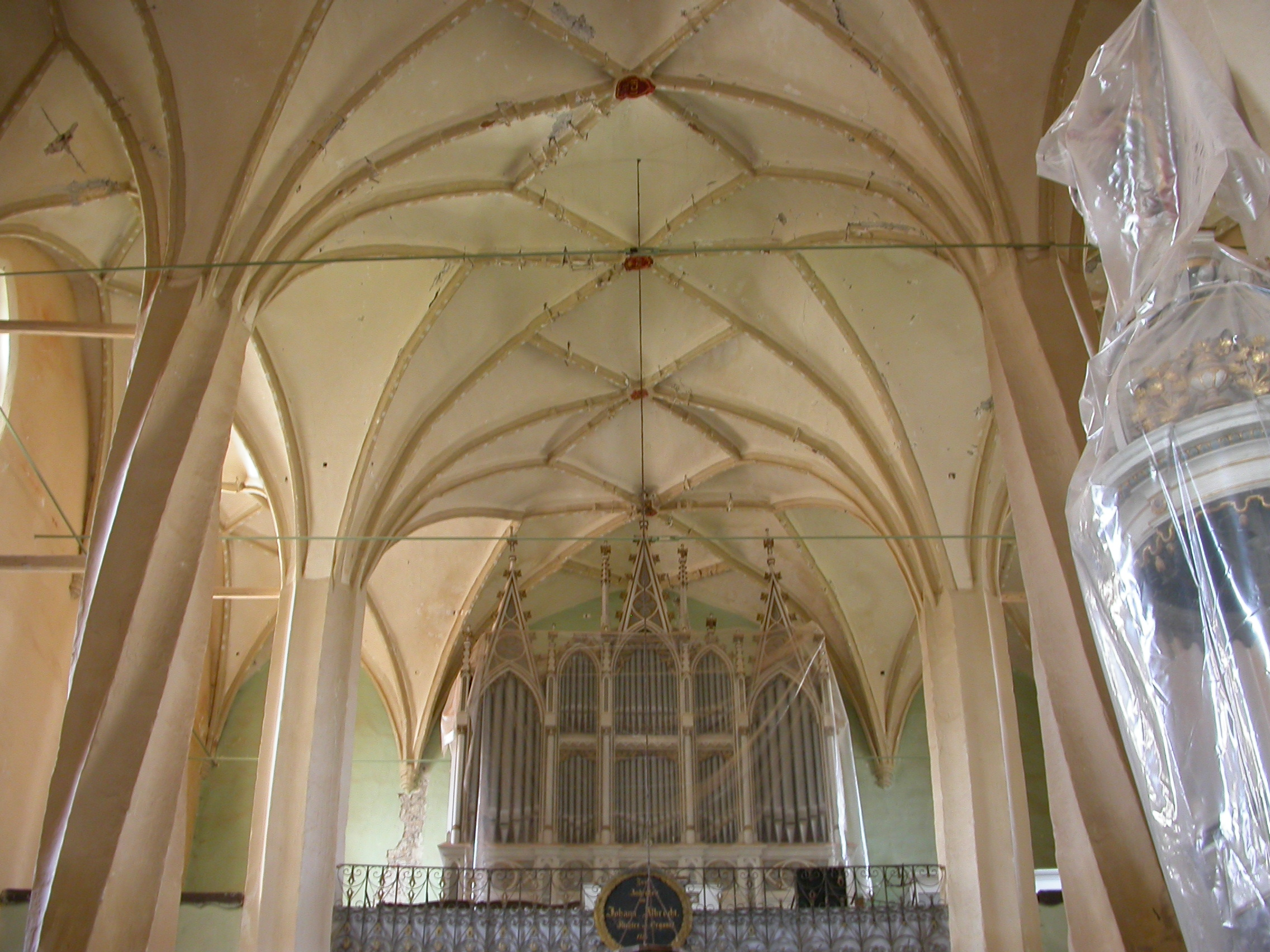
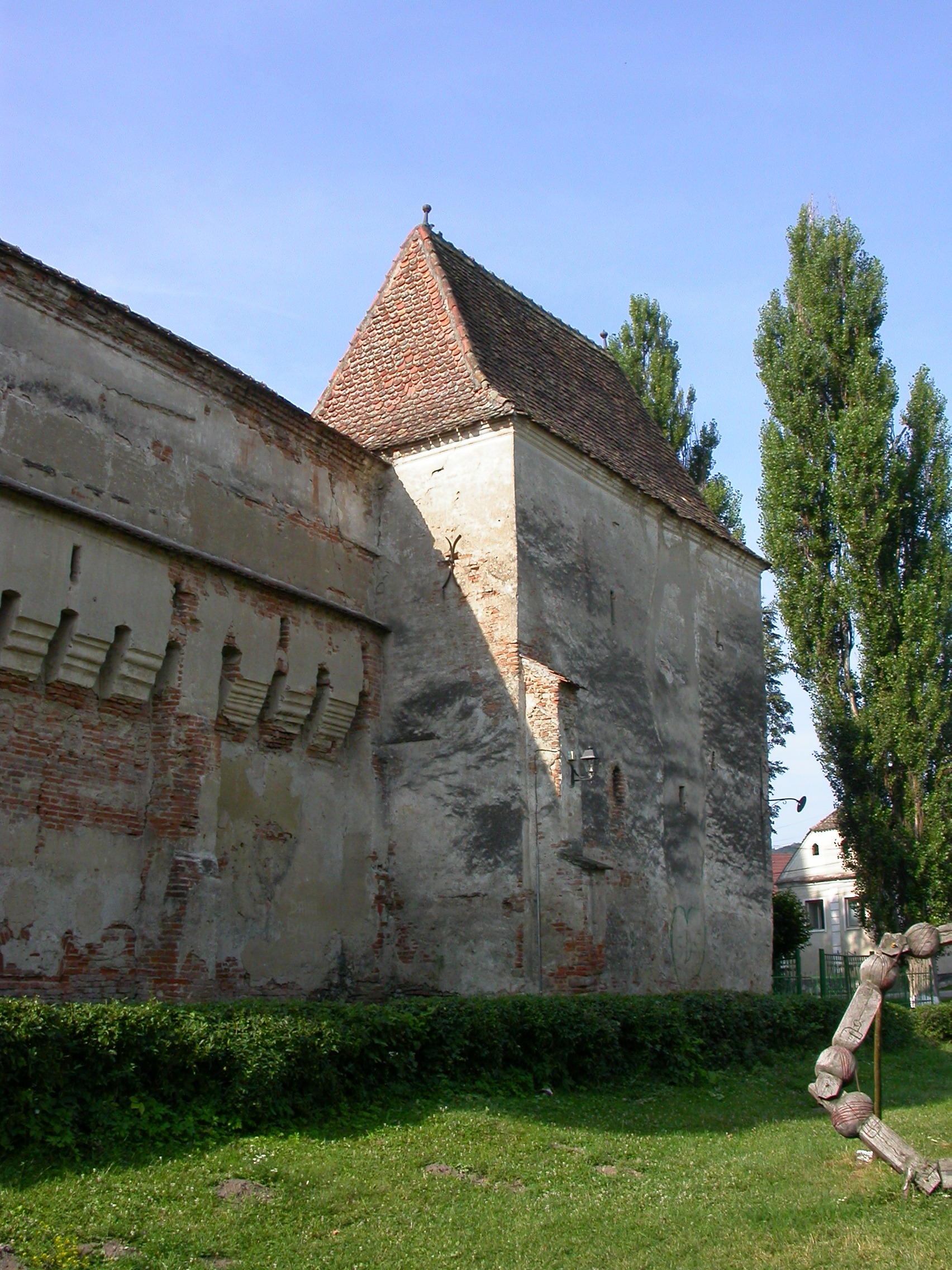
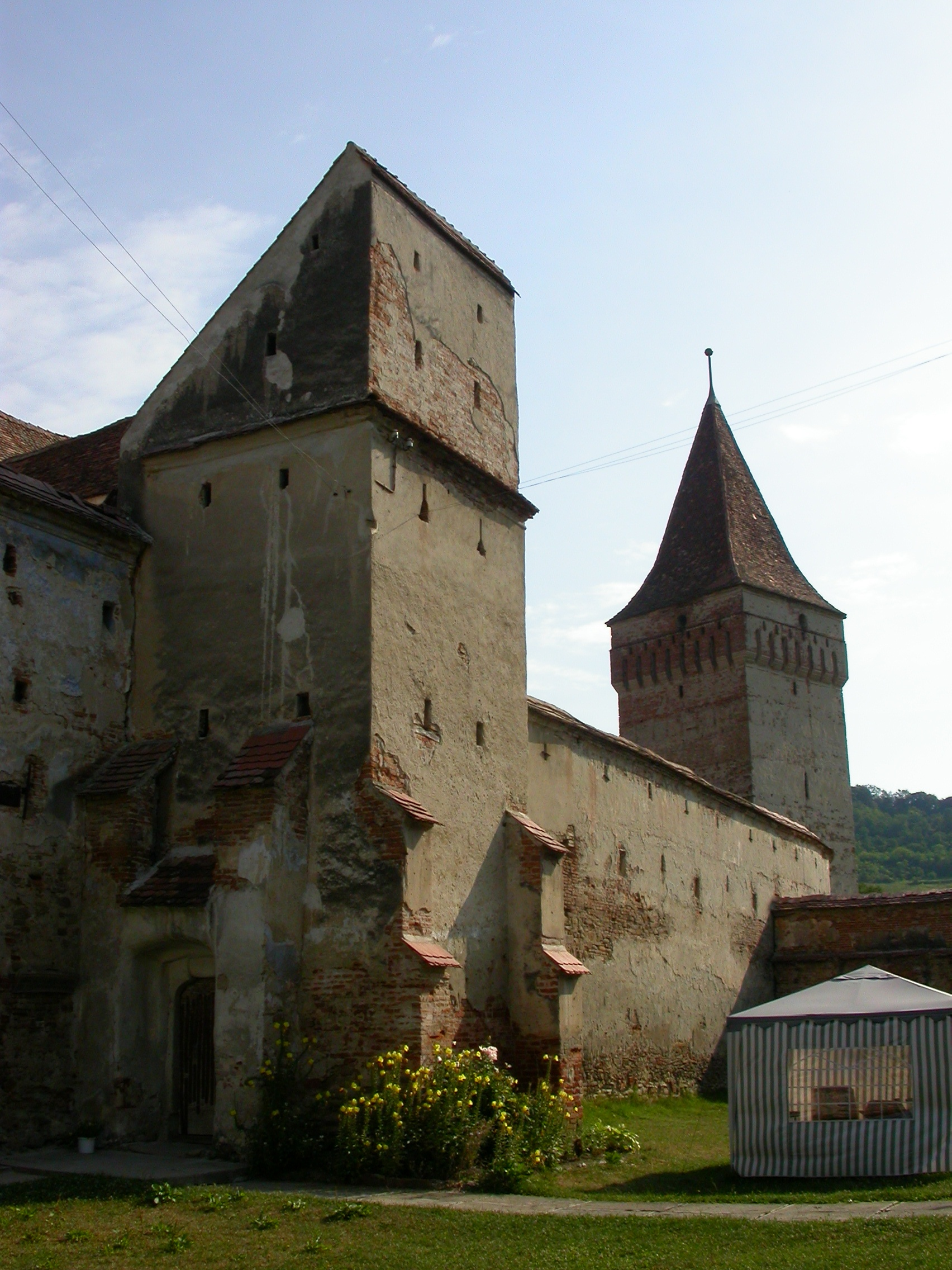
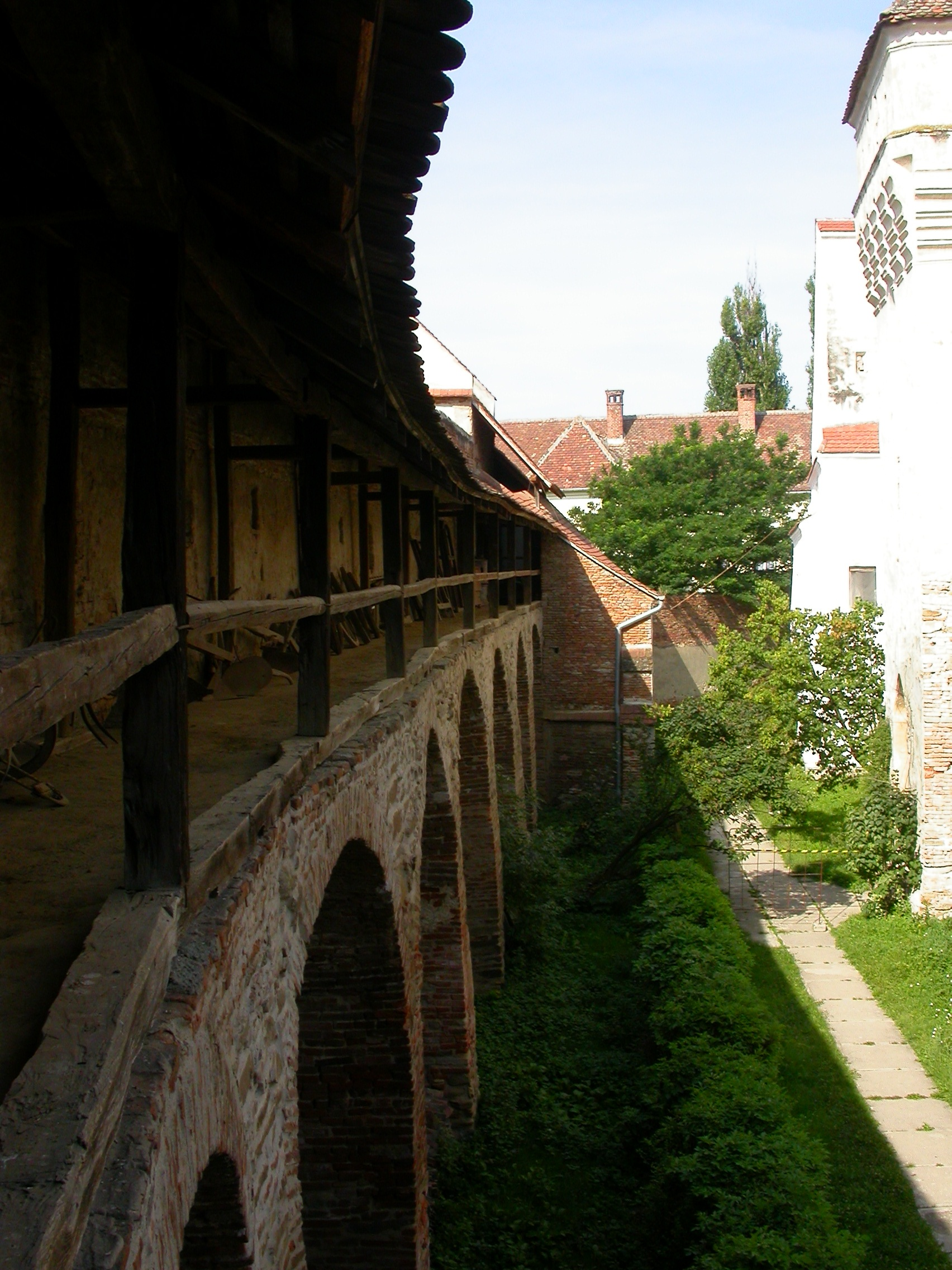
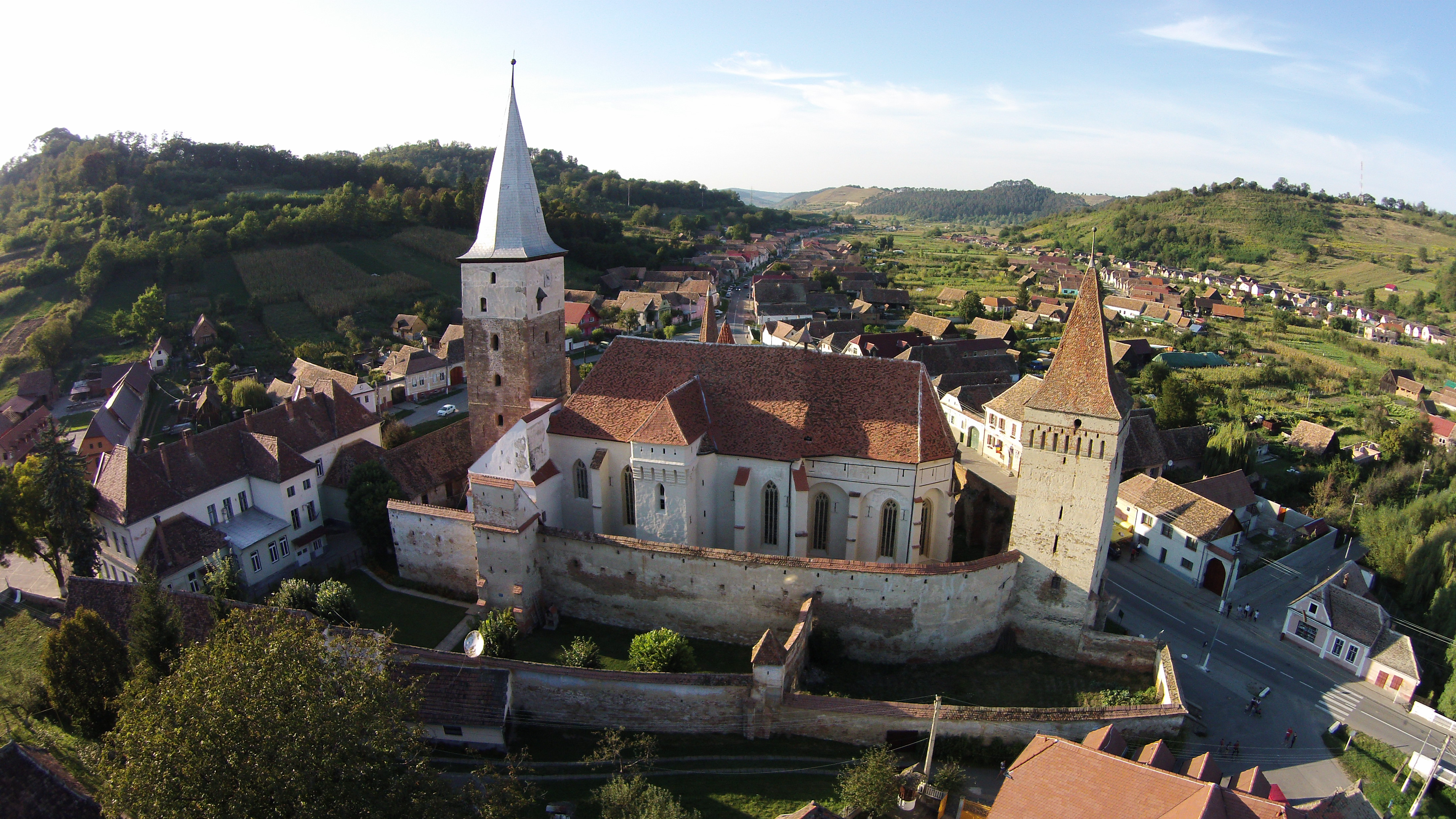